# Пастілки
Пастілки́ (словацькою Pastilka, Pastilky, угорською Kispásztély) — село в Перечинському районі Закарпатської області на річці Подух.
Виникло у першій половині XVI ст. Перша згадка з 1567р., коли тут фіксуються два господарства. 1588р. ґаздували вже чотири родини, що володіли по четвертині наділу. Завдяки шолтесам в останній чверті XVI ст. у село переселилося кілька родин. Податкова відомість того часу зафіксувала 17 селянських обійсть та шолтеса. У другій пол.XVII – на поч. XVIII ст. глибинку покинуло 4/5 селянських родин. У 1715р. залишилося тільки три господарства.
Село у джерелах іменували по-різному: «Nagy Pastyl», «Hoskova Nagy Pastyl», «Hluzkova Pastil», «Manaja Pastilly». Назва походить від слова «пастівник» (пасовище).

## Релігія
храм св. Івана Хрестителя. 1839.
Ще в 1751 р. згадують кам’яну церкву св. Іоана Хрестителя в Пастілках. У шематизмі 1915 р. записано, що церкву збудували незадовго до 1798 р. Отже, йдеться, очевидно, про попередню церкву, бо над входом теперішньої базилічної кам’яної церкви датою побудови вказано 1839 рік. Фігурує і 1826 як рік спорудження церкви, ця дата, мабуть є досить реальною, бо в іконостасі церкви міститься ікона “Тайна вечеря”, на зворотному боці якої написано латинню, що малював ікони Михайло Манкович з помічником Олександром Дуковським у 1825 р. за пароха о. Василя Табаковича та кураторів Івана Ковача молодшого, Івана Ковача старшого, Василя Герзанича, кантора Олександра Ковача коштом Андрія Ґебея, а іконостас, звичайно, малювали до готової церкви. Можливо, іконостас узяли з іншої церкви, бо з боків та зверху пристосували дошки, щоб закрити зайвий простір.
Церква чудово розміщена на високому схилі гори. Перед головним фасадом – два металеві хрести на могилах ініціатора будівництва храму та його дружини. Не часто можна побачити на хрестах таке повідомлення про фундатора храму (написано по-словацьки): ‘”Tu spocsivá | Kovács Jáno | predesli kurátor | narodil se roku | 1787. umrel roku 185012tim októbru | kotri sám totul Cirkef tu | dal zbudovac”.

## Населення
Згідно з переписом УРСР 1989 року чисельність наявного населення села становила 319 осіб, з яких 155 чоловіків та 164 жінки.
За переписом населення України 2001 року в селі мешкало 295 осіб. 100 % населення вказало своєю рідною мовою українську мову.

## Уродженці
- 27 січня 1741 р. народився Іван Пастелій — закарпатський педагог, історик, літератор і громадський діяч 18 століття.
- Томаш Руслан Михайлович (18.02.1984 - 02.01.2023) - Герой України. Загинув у ході російсько-української війни.

## Туристичні місця
- храм св. Івана Хрестителя. 1839.
- мініральні джерела